# Neil Hodgson
Pour les articles homonymes, voir Hodgson.
Neil Hodgson, né le 20 novembre 1973 à Burnley, Lancashire, est un pilote de moto britannique qui a été champion du monde Superbike en 2003 avec Ducati. Il a ensuite disputé en 2004, le championnat du monde MotoGP avec l'équipe Ducati D'Antin sans grand succès avant de partir aux États-Unis pour participer au championnat AMA Superbike avec le même constructeur. Après le retrait de Ducati en AMA Superbike, Neil Hodgson revient en British Superbike avec l'équipe Yamaha Motorpoint. Il décide de mettre un terme à sa carrière durant l'année 2010 après une lourde chute pendant une épreuve du British Superbike.